# Richard Russo

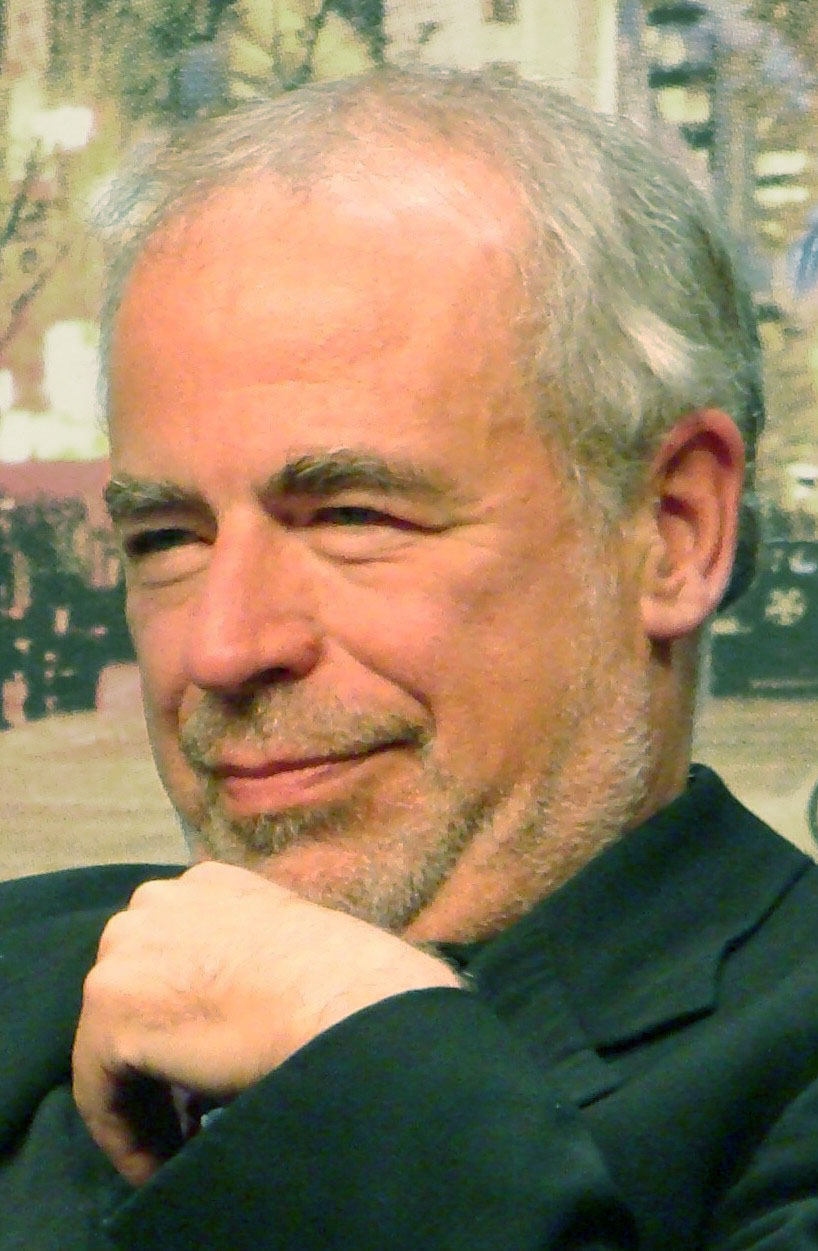
Richard Russo, Francja 2008

Richard Russo (ur. 15 lipca 1949 w Johnstown, Nowy Jork) – amerykański powieściopisarz, zdobywca Nagrody Pulitzera. 
Uzyskał tytuły B.A., M.A. (magister sztuk pięknych) i Ph.D. (doktor nauk) na Uniwersytecie Arizony. W Polsce jego utwory wydaje Prószyński i S-ka.
Jego powieść Empire Falls (polski tyt. Koniec Empire Falls; tłum. Katarzyna Bogucka-Krenz), opublikowana w 2001 r., zdobyła prestiżową Nagrodę Pulitzera 2002. Napisał także 4 inne powieści: Mohawk (polski tyt. Po złej stronie drogi), The Risk Pool, Nobody's Fool (Naiwniak), and Straight Man (Prawy człowiek). Wydał także kolekcję krótkich opowiadań The Whore's Child (Córka ladacznicy). Russo współpracował przy filmie Twilight z Robertem Bentonem, który zaadaptował i wyreżyserował w 1994 Nobody's Fool. Zdobywca Pulitzera napisał scenariusz do adaptacji Empire Falls dokonanej przez telewizję HBO (dwuodcinkowy miniserial odniósł wielki sukces, zdobyła m.in. dwa Złote Globy). Jest również autorem scenariusza do filmu zrealizowanego w 2005 r. przez Harolda Ramisa pt. Zimne dranie.